# Ritorno alla natura
Ritorno alla natura (Jack's Family Adventure) è un film del 2010 diretto da Bradford May. Questo film è un remake de La grande avventura del 1975 diretto da Stewart Raffill.

## Trama
Jack Vickery è un uomo importante in un'azienda di marketing, ma dopo un po' si stanca e decide di abbandonare tutto per andare a vivere fuori città, insieme alla moglie Emily e ai due figli Derek e Charlotte. La casa in cui alloggiano è appartenuta a George, lo zio di Jack, e si trova in un bosco della California, per cui la famiglia incomincia a convivere con la natura circostante. Ad aiutarli c'è un uomo, Wild Bill Cohen, appassionato di cavalli.
Trascorso del tempo, in cui i Vickery si sono abituati all'ambiente e hanno rinvenuto ricordi preziosi di famiglia, Jack riceve una telefonata e successivamente una visita di un suo collega di lavoro che lo esorta, a nome del suo capo, di fare ritorno in città e in azienda, ma Jack rifiuta, sostenendo che la famiglia è più felice lontano dal caos.